# Сайда (город)
Са́йда (араб. صيدا‎, Сайда — дословно — « рыбный промысел»), в древности Сидо́н (финик. 𐤑𐤃𐤍, др.-греч. Σιδών) — третий по величине город Ливана. Расположен на побережье Средиземного моря, в 40 км к северу от Тира и в 48 км к югу от Бейрута, столицы Ливана.
Oдин из древнейших городов Финикии. Крупнейший торговый центр древнего мира в X — IX веках до н. э. В Библии упомянут как «первенец Ханаана» (Быт. 10:15), брат аморея и хетта.
В его честь названа извилина Сайда на спутнике Юпитера Европе.

## История
Сидон был заселён с доисторических времён. При археологических раскопках на стоянке Сидон-II найдены каменные артефакты, относящиеся к ашёльской культуре, в то время как находки на стоянке Сидон-III включают макролитические находки времён неолита, предположительно предшествующие изобретению гончарных изделий.
Это был один из самых важных финикийских городов и, возможно, самый древний. В XII веке до н. э. Сидон был разграблен филистимлянами, но быстро оправился. Здесь и в других портах Финикии была основана великая средиземноморская торговая империя. Гомер хвалил искусство здешних мастеров, производящих стекло, пурпур, а также мастерство женской вышивки. Для него все финикийцы являются сидонянами. Именно выходцы из Сидона основали город Тир. Тир также вырос в великий город, и в последующие годы была конкуренция между этими городами, каждый претендовал на звание метрополии («Матери городов») Финикии. Окончательно гегемония в Финикии перешла к Тиру после разрушения Сидона в 676 году до н. э. ассирийским царём Асархаддоном, подавившим восстание Абдмильката. Производство стекла, самое главное ремесло Сидона финикийской эпохи, имело огромную значимость; производство пурпурной краски было почти так же важно. Для извлечения пигмента использовались небольшие раковины Murex trunculus.
В 1855 году был обнаружен саркофаг царя Эшмуназора II. Из финикийской надписи на крышке становится понятным, что он был «царём Сидона», вероятно, в V веке до нашей эры, и что его мать была жрицей Астарты, сидонской богини. В этой надписи в качестве главных богов Сидона упоминаются боги Эшмун и Баал-Сидон («Властелин Сидона»). В 1887 г. был обнаружен саркофаг царя Табнита I, отца Эшмуназора II.
В годы, предшествовавшие христианству, у Сидона было много завоевателей: ассирийцы, вавилоняне, египтяне, греки, и, наконец, римляне. Ирод Великий бывал в Сидоне. Сообщается, что Иисус Христос и Святой Павел тоже его посещали. Город был в конце концов завоеван арабами, а затем турками-османами.
Как и другие финикийские города-государства, Сидон пострадал от череды завоевателей. В конце персидского эпохи в 351 году до нашей эры, он был захвачен царём Артаксерксом III, а затем Александром Македонским в 333 году до н. э. При преемниках Александра он пользовался относительной автономией, проводились спортивные соревнования, в которых участвовали величайшие атлеты региона. В некрополе Сидона были сделаны важные находки, такие как Саркофаг Александра, Ликийская гробница и Саркофаг плакальщиц, которые в настоящее время выставлены в Археологическом музее Стамбула.
В июне 2013 года в городе Сайда был подавлен мятеж сторонников шейха Ахмеда аль-Асира.

## Палеогенетика
У крестоносцев из Сидона, живших в XI—XIII веках, обнаружены Y-хромосомные гаплогруппы R1b-M269, R1b-P312, R1b-P311, R1b-DF27, R1b-CTS300, E-L677, T-M70, J-M304, Q-M346 и митохондриальные гаплогруппы HV0a, HV1b, H2a5, H5’36, U5a1g, J1b1a1, J1b4a1, J1d1a1 T2. Трое человек из «ямы крестоносцев» были европейцами различного происхождения, в том числе из Испании и Сардинии, четверо были близки к местному населению Восточного Средиземноморья, двое сочетали в себе элементы европейской и ближневосточной ДНК и, возможно, были потомками крестоносцев и местных жителей. У крестоносцев европейского происхождения была Y-хромосомная гаплогруппа R1b и митохондриальные гаплогруппы H или U5, у крестоносцев ближневосточного происхождения были Y-хромосомные гаплогруппы E, T, J и Q и митохондриальные гаплогруппы J1 или HV, крестоносцы смешанного происхождения имели европейскую Y-хромосомную гаплогруппу R1b-P312 и митохондриальные гаплогруппы HV0 и T2, распространённые как на Ближнем Востоке, так и в Европе.

## Известные жители
- Мох Сидонский — протофилософ, «отец» атомистической теории (конец II тысячелетия до н. э.).
- Дорофей Сидонский — астролог и поэт (I век).
- Боэт Сидонский — философ.
- Иезавель — библейский персонаж.

## Города-побратимы
- Сочи, Россия (с 2005 года)
- Констанца, Румыния
- Лион, Франция
- София, Болгария
- Одесса, Украина